# Ceyx erithaca
Il martin pescatore dorsonero (Ceyx erithaca Linnaeus, 1758) è un uccello appartenente alla famiglia Alcedinidae  diffuso nel Sud-est asiatico.

## Descrizione

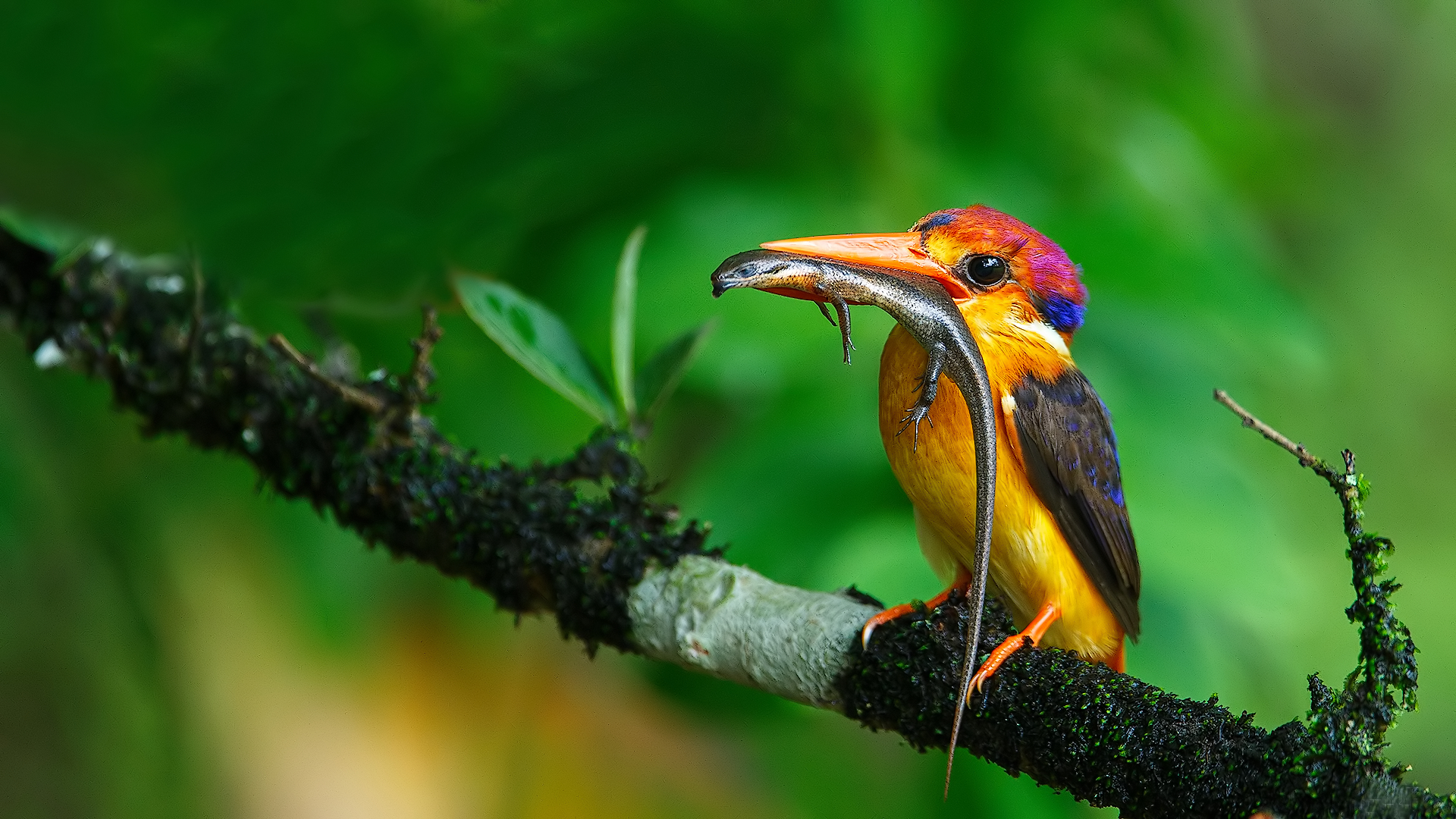
C. erithaca in procinto di mangiare una lucertola

Questo piccolo martin pescatore misura circa 14 cm di lunghezza. Presenta una colorazione estremamente sgargiante, con petto e ventre di colore giallo intenso, capo e parte del dorso porpora e ali blu.

## Biologia
Si nutre di piccoli pesci, crostacei e insetti acquatici che cattura tuffandosi da un posatoio sull'acqua, ma non disdegna i piccoli vertebrati terrestri. Nidifica all'interno di profonde gallerie scavate negli argini dei corsi d'acqua delle foreste. 

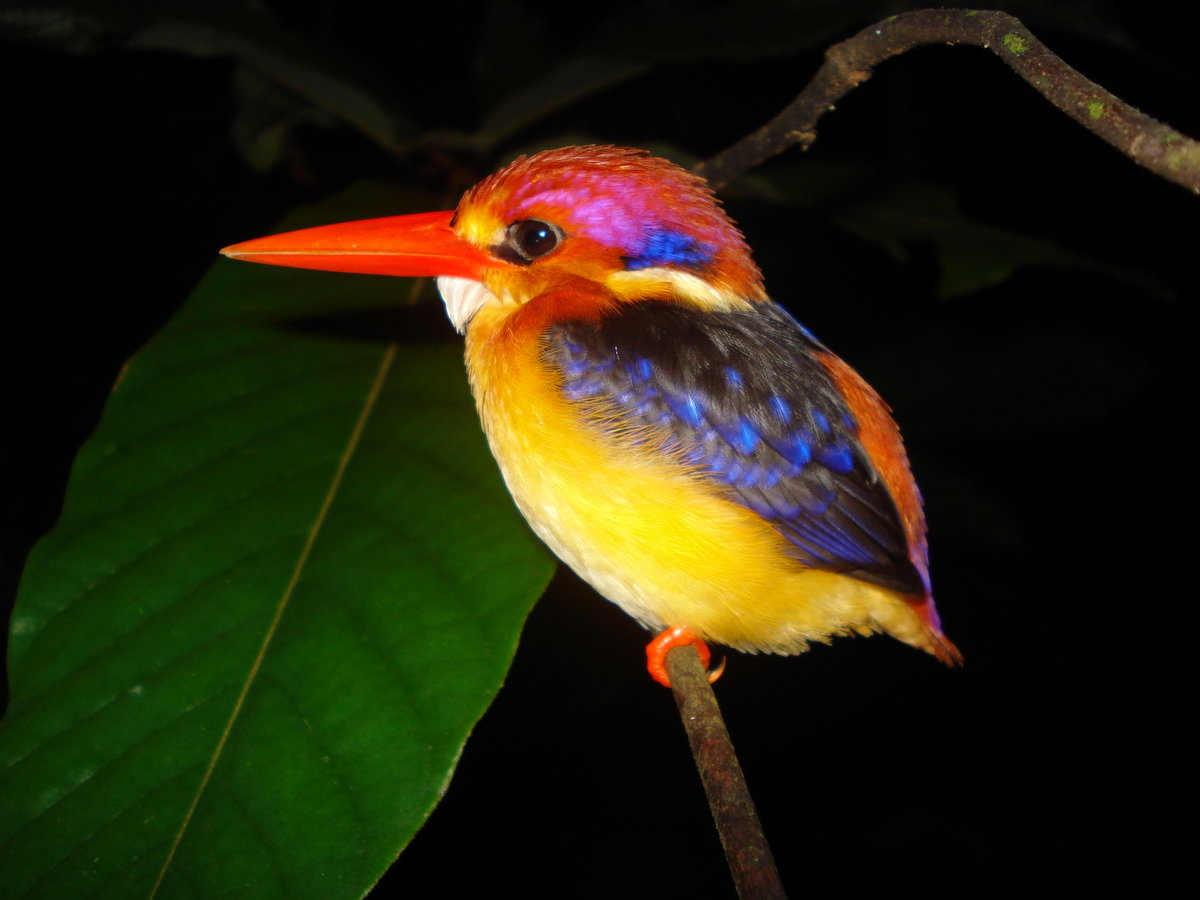

## Distribuzione e habitat
La specie è stanziale e vive nelle foreste pluviali di pianura, presso piccoli corsi d'acqua e stagni. È diffusa in Indonesia, Malaysia e Filippine.